# Lampronia provectella
Lampronia provectella is een vlinder uit de familie yuccamotten (Prodoxidae). De wetenschappelijke naam is voor het eerst geldig gepubliceerd in 1865 door Heyden.
De soort komt voor in Europa.